# Висока Гора (пам'ятка природи)
Висо́ка Гора́ — ботанічна пам'ятка природи місцевого значення в Україні. Об'єкт природно-заповідного фонду Івано-Франківської області.
Розташована в межах Долинської міської громади Калуського району Івано-Франківської області, на схід від міста Долина.
Площа 2 га. Статус надано згідно з рішенням обласної ради від 15.07.1993 року. Перебуває у віданні Оболонської сільської ради.
Статус надано для збереження місць зростання рідкісних для регіону рослин: купальниці європейської, чемериці Лобелієва, рябчика великого, перстача білого.